# Jean-Philippe-René de La Bléterie
Jean-Philippe-René de La Bletterie, né à Rennes le 25 février 1696 et mort le 1er juin 1772 à Paris, est un historien et traducteur français.

## Biographie
La Bletterie (ou la Bléterie, parfois la Blétrie) entre jeune dans la congrégation de l'Oratoire et y devient professeur de rhétorique. Il compose d’abord de la poésie, compose une tragédie intitulée Thémistocle, et fait, sous le titre de Très-humbles Remontrances de M. de Montempuis, une réponse à un vaudeville attribué au père Ducerceau, à l’occasion d’une aventure oubliée.
Appelé au séminaire Saint-Magloire, pour y faire un cours d’histoire ecclésiastique, il se livre à l’étude de l’hébreu, adopte la défense du système de François Masclef pour la lecture de cette langue et publie, pour la soutenir, un écrit intitulé : Vindicæ methodi Masclefianæ, ouvrage qui, malgré une latinité pure et l’habileté du défenseur à faire valoir une mauvaise cause, est oublié, ainsi que le système qui le fit naître. Il se trouve dans le 2e volume de la grammaire hébraïque de Masclef, dont La Bletterie est éditeur, Paris, 1731, 4 vol. in-12.
C’est au sein de sa retraite, dans l’Oratoire Saint-Honoré, qu'il écrit la Vie de l’empereur Julien, Paris, 1735, in-12, réimprimée en 1746, avec des additions et corrections. Cet ouvrage, bien que critiqué par Voltaire et Condorcet, a fait la fortune littéraire de son auteur. Il est suivi de l’Histoire de Jovien, et traduction de quelques ouvrages de l’empereur Julien, 1748, Paris, 2 vol. in-12. Cette nouvelle production, que recommandent l’enchaînement des faits et l’aisance de la traduction, a eu, dit Palissot, moins de succès que celle qui l’avait précédée. Ces deux ouvrages ont ensuite été réimprimés plusieurs fois en un et en deux volumes in-12.
Un règlement contre les perruques est sans doute le motif ou l’occasion de sa sortie de l’Oratoire ; mais il conserva ensuite estime et affection pour cet ordre. Il trouve alors asile chez un magistrat, et s’occupe, par reconnaissance, de l’éducation de son fils. Il obtient ensuite une chaire d’éloquence au Collège royal et, en 1742, une place à l’Académie des belles-lettres. Candidat à l’Académie française, il a Racine le fils pour concurrent : mais la cour exclut également ces deux rivaux comme jansénistes.
L’étude approfondie de Tacite, qu’il expliquait au collège de France le pousse à traduire cet auteur. Il publie en 1755 les Mœurs des Germains et Vie d’Agrícola, en 2 vol. in-12, précédés d’une Vie de Tacite, où le peintre de Tibère et de Néron. Ces deux ouvrages eurent un grand succès.
La Bletterie a une véritable passion pour Tacite et aurait déclaré à ses amis : « Je lui dois tout ; il est bien juste que je consacre à sa gloire le reste de mes jours. ». Il consacre dix ans à traduire les Annales qui parurent en 1768, Paris, 3 vol. in-12. Cette traduction, si longtemps attendue, est  jugée assez exacte, mais bourgeoise et maniérée. La plus violente des critiques que cet ouvrage fit naître est celle de Linguet, dont La Bletterie avait attaqué l’Histoire des révolutions de l’empire romain ; elle a pour titre : Lettres sur ta nouvelle traduction de Tacite, par M. L. D. L. В., avec un petit recueil de phrases élégantes tirées de la même traduction, pour l’usage de ses écoliers, avec cette épigraphe de Voltaire : « Hier on m’accorda, pour combler mon ennui, Le Tacite de Bletterie », Amsterdam (Paris), in-12 de 103 p., 1768.
On trouve, dans la collection des œuvres de Voltaire, une épigramme plus bizarre que piquante contre La Bletterie et on en connaît une autre inédite, où il lui reproche d’avoir « traduit Tacite en ridicule. » La Bletterie a également écrit des Lettres au sujet de la relation du quiétisme, de M. Phelipeaux, Paris, 1753, in-12. Cette brochure rare renferme une justification des mœurs de Jeanne-Marie de La Mothe-Guyon.
Les dissertations qu’il a fournies à la collection de l’académie dont il était membre ont pour objet la nature et l’étendue des prérogatives de la dignité impériale, depuis Auguste jusqu’à Dioclétien. Il promettait une histoire de Dioclétien et de ses successeurs jusqu’à Julien.
Jean-Philippe-René de la Bletterie a été en son temps considéré comme un religieux irréprochable dans ses mœurs, bon citoyen autant qu’écrivain estimable. Il avait obtenu, vers 1762, le bénéfice de la chapellenie du Garn desservie dans l'église bénédictine de Sainte-Livrade- sur-Lot, en Agenais et fit dresser un terrier de cette seigneurie. Une reconnaissance féodale  nous apprend son adresse parisienne : rue de Soucy, paroisse St Paul. (Archive privée)